# 尼穆萊國家公園
尼穆萊國家公園是南蘇丹的自然保護區，位於東赤道省境內，成立於1954年，海拔650至700米，佔地410平方公里，年均降雨量900至1,800毫米，白尼羅河位於該地區以東48公里，野生動物有非洲象、河馬、疣豬、鱷魚、鴕鳥等。